# Hawaii Mud Bombers
Hawaii Mud Bombers är ett svenskt surfrockband från Falun som startades 1996. 
Bandet har släppt flera skivor och varit på turné i bland annat Japan. Little Steven (känd som gitarrist i E Street Band, samt som Silvio Dante i TV-serien Sopranos) har sagt att detta är ett av de mest intressanta nya banden just nu[när?]. Hawaii Mud Bombers skrev under hösten 2006 på för Little Stevens skivbolag Wicked Cool Records och deras senaste skiva Mondo Primo släpptes i februari 2007 i USA. 